# Emanuel Gularte
Emanuel Gularte Méndez (ur. 30 września 1997 w Montevideo) – urugwajski piłkarz występujący na pozycji środkowego obrońcy, od 2024 roku zawodnik meksykańskiej Puebli.